# Willy Rey
Willy Rey, geboren als Wilhelmina Rietveld (Rotterdam, 25 augustus 1949 - Vancouver, 13 augustus 1973) was een Nederlands-Canadees model.

## Biografie
Rietveld verhuisde op haar zesde van Nederland naar Canada. In februari 1971 verscheen ze in Playboy. Twaalf dagen voor haar 24ste verjaardag overleed Rietveld aan een overdosis barbituraten. 